# Doyenné du Hommet
Le doyenné du Hommet est une ancienne circonscription ecclésiastique de la Manche.
Il en est fait mention en 1332 et 1351/1352 sous la forme latinisée decanatus de Hommeto.
Il ressortissait à l'Archidiaconé du Val de Vire, qui faisait lui-même partie de l'évêché de Coutances.

## Composition
Il comprenait 23 paroisses :
1. Amigny
2. Bahais, ancienne paroisse puis commune, aujourd'hui Pont-Hébert.
3. Cavigny.
4. La Chapelle-en-Juger.
5. Le Dézert.
6. Esglandes, ancienne paroisse puis commune, aujourd'hui Pont-Hébert.
7. Graignes, ancienne paroisse puis commune, aujourd'hui Graignes-Mesnil-Angot.
8. Hébécrevon.
9. Le Hommet, ancienne paroisse puis commune, aujourd'hui Le Hommet-d'Arthenay.
10. Le Mesnil-Amey.
11. Le Mesnil-Angot, ancienne paroisse puis commune, aujourd'hui Graignes-Mesnil-Angot.
12. Le Mesnil-Durand, ancienne paroisse puis commune, aujourd'hui Pont-Hébert.
13. Le Mesnil-Eury.
14. Le Mesnil-Véneron.
15. Montreuil-sur-Lozon.
16. Remilly-sur-Lozon.
17. Saint-Aubin-de-Losque, ancienne paroisse puis commune, aujourd'hui Les Champs-de-Losque.
18. Saint-Ébremond-sur-Lozon, ancienne paroisse puis commune, aujourd'hui Lozon.
19. Saint-Jean-de-Daye.
20. Saint-Louet-sur-Lozon, ancienne paroisse puis commune, aujourd'hui Lozon.
21. Saint-Martin-des-Champs, ancienne paroisse puis commune, aujourd'hui Les Champs-de-Losque.
22. Saint-Pierre-d'Arthenay ou Arthenay, ancienne paroisse puis commune, aujourd'hui Le Hommet-d'Arthenay.
23. Tribehou.